# Articulina
Articulina es un género de foraminífero bentónico de la subfamilia Tubinellinae, de la familia Hauerinidae, de la superfamilia Milioloidea, del suborden Miliolina y del orden Miliolida. Su especie tipo es Articulina nitida. Su rango cronoestratigráfico abarca desde el Luteciense (Eoceno medio) hasta la Actualidad.

## Clasificación
Se han descrito numerosas especies de Articulina. Entre las especies más interesantes o más conocidas destacan:
- Articulina nitida

Un listado completo de las especies descritas en el género Articulina puede verse en el siguiente anexo.